# Потапова, Маргарита Вячеславовна
Маргарита Вячеславовна Потапова (род. 31 октября 2000, Керчь, АР Крым) — российская шахматистка, ранее украинская юниорка. Международный мастер среди женщин (2020). Чемпионка России по блицу среди женщин (2021). 

## Биография
Маргарита Потапова родилась 31 октября 2000 года в Керчи. Начала играть в шахматы в пять лет. Занималась у тренера Игоря Волощука во Дворце пионеров. Выиграла чемпионат Украины среди девочек до 8 лет. Вскоре стала работать с крымской шахматисткой, мастером ФИДЕ среди женщин Оксаной Грицаевой. Потапова шесть раз побеждала в украинских женских юниорских первенствах и трижды — в мужском чемпионате Керчи.
После 2014 года Маргарита вместе со своим тренером выступает в российских турнирах. Шахматистку поддерживал меценат Сергей Бешуков. Окончив школу с золотой медалью, Потапова поступила в Белореченский филиал Адыгейского государственного университета. Кроме О. Грицаевой, с Ритой работает гроссмейстер Андрей Зонтах. Маргарита посещала сессии гроссмейстерского центра ФШР у Юрия Яковича и школы имени Виталия Цешковского в Краснодарском крае.
В российских юношеских первенствах Рита победила в Высшей лиге детского первенства страны (2015), а потом стала двукратной чемпионкой страны среди юниоров (2018, 2019).
В 2019 году Потапова выступила в женской Высшей лиге чемпионата России. В Суперфинале выступила, набрав 6 очков из 11 и заняла место в первой половине таблицы.
Маргарита популяризирует шахматы в Интернете — вместе с Яной Мухиной и Дарьей Хохловой на канале «Chess girls» рассказывает о шахматной теории, психологии и женских турнирах высокого ранга.
11 октября 2021 в Сочи в гранд-отеле «Жемчужина» прошёл чемпионат России по блицу среди мужчин и среди женщин, чемпионкой стала Маргарита Потапова, завершившая соревнование с 10,5 очками из 13 возможных. Международный мастер среди женщин.